# Хамлидж
Хамлидж, Хамлых (в более искажённых формах Хбнл, Хмдж) — раннее название хазарской столицы, более известной под именем Итиль. Фигурирует в арабских источниках IX века. По Ибн Хордадбеху это город, лежащий у устья реки, впадающей в Каспийское море. Конечный пункт торгового маршрута из северных стран в Джурджан. Прибывающие купцы платили здесь хазарскому правителю десятину. Описания города нет. В панегирическом стихотворении Бухтури упоминается как место, в котором удостоился славы арабский полководец Исхак ибн Кунадж, хазарин по происхождению. У Ибн Русте и зависимых от него авторов упоминается в форме Хбнл в паре с городом Сарышин, и их описание соответствует позднейшему описанию двух частей Итиля на разных берегах Волги. Название «Итиль» появляется в источниках X века.
Отождествление Хамлиджа с Итилем является общепринятым. Меньшая часть исследователей, например П. Голден, считает Хамлидж отдельным городом в волжской дельте, на том основании, что у Хордадбеха он не назван столицей и в некоторых источниках (Мукаддиси, Худуд ал-Алам и др.) упоминается одновременно с Итилем. Последнее обстоятельство может быть объяснено механическим соединением известий.

## Этимология
Предполагая, что протоосновой города должна быть ханская ставка, название предложено связывать по аналогии с монгольским словом Ханбалык (ханский город) или производить от еврейского титула ha-мелех, который носили хазарские цари.